# Felixdorf
Felixdorf este un oraș în districtul Neustadt-Land din Austria Inferioară, Austria.